# 宮畑虎彦
宮畑 虎彦（みやはた とらひこ、1903年1月23日 - 1988年5月16日）は、日本の男子競泳選手。高知県四万十市下田出身。
1924年パリオリンピックに出場し、男子4×200mフリーリレーにおいては小野田一雄、野田一雄、高石勝男とともに4位になっている。100m自由形にも出場しているが、1次予選で3位に入り敗退している。1928年アムステルダムオリンピックには役員として選手団に同行した。

## 経歴
- 大正11年 高知師範学校から、東京高等師範学校に入学し、翌大正12年に極東水泳選手権大会（大阪）に出場。
- 大正13年 第8回オリンピック・パリ大会に800メートルリレー選手として出場。
- 大正14年 日米水泳大会（ハワイ）にも出場している。
- 大正15年 東京高等師範学校を卒業[2]とともに、香川県立多度津中学校に奉職。
- 昭和 2年 大連中学校に奉職とともに、極東選手権（上海）に監督として出場。
- 昭和 3年 第9回オリンピック、アムステルダム大会に監督として出場。
- 昭和 7年 関東州体育研究所（旅順）での主事となった。
- 昭和 9年 大連市立大連中学校に奉職。
- 昭和15年 関東州学務課（関東局教育主事）として勤務。
- 昭和20年 終戦とともに、中国政府の要請により、大連市政府社会局に勤務。
- 昭和23年 日本に帰還。
- 昭和24年 金沢大学教授となった。
- 昭和25年 アメリカ政府の要請により、ナショナルリーダーとしてアメリカ各地を視察。
- 昭和26年 文部省視学官となった。
- 昭和34年 東京学芸大学教授となった。
- 昭和35年 水府流太田派六代家元を継承。
- 昭和41年 定年退職とともに、日本女子体育大学教授となった。
- 昭和53年 二階堂学園常務理事になった。
- 昭和57年 聖モニカ体育専門学校講師となった。
- 昭和58年 高知県スポーツの殿堂入りをした。
- 昭和61年 故郷中村市名誉市民に指名。
- 昭和63年 死去、享年85であった。

- 著書に「私の泳ぎ」がある。
- 勲三等瑞宝章受章の前滋賀大学教授、宮畑己年生は、直弟にあたる。
- 下田小学校出身で、勲三等を受章したのは、宮畑虎彦、井上六助、山崎福馬、宮畑己年生の4人である。